# ОШ „Велимир Маркићевић” Мајданпек
ОШ „Велимир Маркићевић” у Мајданпеку наставља традицију основног образовања школе која је постајала у 18. веку, када се у православној цркви (изграђеној 1725. године) затиче један учитељ Русин који подучава десетак мајданпечке деце. Овај податак био је повод да се Мајданпек, поред Пожаревца и Београда, уврсти у списак малобројних насеља у којима током 18. века ради школа. Колико и како је овај вид подучавања деце трајао, није познато. Оно што се зна јесте да 1739. године црква потпуно уништена.

## Историјат
О почецима мајданпечког школства 19. века поседујемо нешто више података. Прва школска зграда била је готова крајем 1851. године. У овом објекту ученици ће наставу похађати наредних неколико година, а нова школска зграда ће бити завршена шест година касније.
Први мајданпечки учитељ, Јозеф Седелини, био је странац. Као стално запосленог у руднику и вероватно као најученијег међу њима, сународници га бирају да им подучава децу на матерњем, немачком језику. Седелини се овим послом бавио од новембра 1851. до јануара 1852. године. Иако се није радило о системски организованој настави, општина признаје Седелинијев рад са децом и плаћа га 10 форинти месечно.
До 1856. године, када је почела и изградња школе, послове учитеља обављаће свештеници. Прво школско здање,  завршено је 1857. године, чиниле су "две веће собе за 2 разреда, квартир за учитеља и помоћника његовог" од тврдог материјала. Рад ове школе неће тећи без потреса; делиће судбину рудника, имаће прекиде услед сеобе деце са отпуштеним родитељима, или због сеоба учитеља услед малих плата. Током тог раздобља, школа неће бити сасвим одвојена од цркве. Одлазак у цркву и учешће у богослужењу остаће и много касније обавеза учитеља и школске деце 1871. године у Мајданпеку је почела са радом и женска школа.
Почетком 20. века биће изграђено ново школско здање, које је 1941. године изгорело у пожару па су деце, по свој прилици поново враћена у стару школску зграду. У периоду рада учитеља Војислава Вучића у Мајданпеку је отворена библиотека у којој је донет и први радио апарат. Тридесетих година 20. века школу похађа нешто мање од 150 ђака. Након завршетка Другог светског рата изграђена је нова школска зграда, која је почетком шездесетих година реконструисана.

## Школа данас
У периоду процвата Мајданпека, школа је имала преко 800 ђака. Данас школу похађа 480 ученика, у матичној школи, подручној школу у Дебелом Лугу и одељењу ученика са посебним потребама.